# Caloscirtus cardinalis
Caloscirtus cardinalis is een rechtvleugelig insect uit de familie veldsprinkhanen (Acrididae). De wetenschappelijke naam van deze soort is voor het eerst geldig gepubliceerd in 1873 door Gerstaecker.